# Mesosemia myrmecias
Espèce
Mesosemia myrmecias est une espèce d'insectes lépidoptères (papillons) appartenant à la famille des Riodinidae et au genre Mesosemia.

## Dénomination
Mesosemia myrmecias a été décrit par Hans Ferdinand Emil Julius Stichel en 1910.

## Écologie et distribution
Mesosemia myrmecias est présent en Guyane, en Guyana, en Bolivie et au Pérou.